# Aérodrome de Beaune - Challanges
L’aérodrome de Beaune - Challanges (code OACI : LFGF) est un aérodrome ouvert à la circulation aérienne publique (CAP), situé à 5 km à l’est-sud-est de Beaune dans la Côte-d'Or (région Bourgogne-Franche-Comté, France).
Il est utilisé pour la pratique d’activités de loisirs et de tourisme (aviation légère, ULM, hélicoptère et aéromodélisme). L’aérodrome accueille aussi des vols relevant de l’aviation d'affaires.

## Histoire

### XXesiècle
21 décembre 1976 : ouverture du terrain de Beaune Challanges en remplacement de l’ancien terrain des Mariages.
16 juin 1979 : signature d’une convention entre l’État propriétaire du terrain et représenté par le district aéronautique Bourgogne Franche-Comté et l’aéroclub beaunois permettant l’ouverture du terrain à la CAP.

### XXIesiècle
22 novembre 2006 : Convention de transfert de la gestion de l’aérodrome de l’État à la Ville de Beaune, maintien des dispositions contractuelles avec l’aéroclub beaunois, la ville se substituant à l’État. Cette nouvelle situation est actée par le conseil municipal de la ville de Beaune le 29 mars 2007 et un arrêté municipal en date du 25 septembre 2007.
Le 24 septembre 2020, les travaux de reconstitution d’un balisage lumineux et la prise en compte de nouvelles exigences réglementaires conduisent le conseil municipal à amender la convention de gestion de l’aérodrome avec l’aéroclub beaunois. Dans ce nouveau cadre permettant l’homologation du balisage lumineux et l’ouverture à la CAP en VFR de nuit, l’aéroclub assure les missions de prestataire PCL et de fournisseur d’information aéronautique.
L’approbation du balisage et de son PCL par la Direction générale de l'Aviation civile (DGAC) est prononcée le 24 février 2021.
Le 24 mars 2021, en application de la déclinaison magnétique de 2020, la désignation des pistes anciennement 03/21 devient 02/20 (QFU 024/204).
Le 21 juillet 2022, la fréquence d’auto-information du terrain qui avait toujours été 123,5 MHz devient 119,910 MHz.
L'aéroclub de Bourgogne s'y trouve, sous le statut associatif. Il fonctionne en tant qu'école de pilotage spécialisée dans l’Ultraléger motorisé.
Le 2 décembre 2024, un Cessna 340A privé (de la SCH aviation Inc Trustee), en provenance de cet aérodrome s'est écrasé dans les vignes près de Magny-lès-Villers, non loin de Beaune. Le pilote et le copilote de l'appareil ont été transportés en urgence absolue à l'hôpital et les pompiers de Beaune ont procédé à l'extinction de l'incendie qui menaçait les vignes environnantes.

## Installations
L’aérodrome dispose de deux pistes orientées sud-nord (02/20) :
- une piste bitumée longue de 910 m[6] et large de 30. Elle est dotée d’une télécommande de balisage (ou PCL pour Pilot Controlled Lighting) ;
- une piste en herbe longue de 860 m et large de 50.

L’aérodrome n’est pas contrôlé. Les communications s’effectuent en auto-information sur la fréquence de 119,910 MHz depuis le 21 juillet 2022. Il est agréé pour le vol à vue (VFR) de nuit sous conditions précisées dans la carte VAC (visual approach chart).